# Cynomops abrasus
Cynomops abrasus е вид бозайник от семейство Булдогови прилепи (Molossidae).

## Разпространение
Видът е разпространен в Аржентина, Боливия, Бразилия, Венецуела, Гвиана, Колумбия, Парагвай, Перу, Суринам и Френска Гвиана.